# Ole Rasmussen (journalist)
 Der er flere personer med dette navn, se Ole Rasmussen. (Se også artikler, som begynder med Ole Rasmussen)
Ole Rasmussen (født 27. oktober 1961 i Aalborg) er en dansk journalist, der siden 1990 i samarbejde med Gorm Vølver har været redaktør på Politikens At tænke sig.
Hans forældre Jim Rasmussen og Inge Lise Rasmussen var hhv. reklamekonsulent og typograf. I 1986 afsluttede han sit studium ved Danmarks Journalisthøjskole og fik arbejde hos Holbæk Amts Venstreblad. To år senere begyndtee han på Politiken: først som kriminalreporter, siden bagsideredaktør (1990), reporter på søndagsredaktionen (1994) og klummeskriver på Sket i ugen (1998).
Desuden har Rasmussen været medforfatter til forskellige satireprogrammer på radio og tv – bl.a. Mere sport om lidt (TV 2 1993), Det der om søndagen (DR P3 1993-1995) og Det der om morgenen (DR1 2000).
Han har allerede fået tre priser for sit arbejde: Hørup-prisen (1993), Dansklærernes Pris (1997 – med Gorm Vølver) og Publicistprisen (2002).